# Subdivisions de Joensuu
Cet article liste des divisions de  Joensuu  en Finlande,.

## Quartiers de Joensuu
- I Kaupunginosa
- II Kaupunginosa
- III Kaupunginosa
- IV Kaupunginosa
- Niinivaara (5)
- Otsola (6)
- Kanervala (7)
- Käpykangas (8)
- Siihtala (9)
- Mutala (10)
- Rantakylä (11)
- Utra (12)
- Sirkkala (13)
- Karsikko (14)
- Hukanhauta (15)
- Penttilä (16)
- Linnunlahti (17)
- Noljakka (18)
- Pilkko (20)
- Raatekangas (21)
- Marjala (22)
- Iiksenvaara (23)
- Karhunmäki (24)
- Ketunpesät (25)
- Iiksenniitty (26)
- Heinävaara (27)
- Kiihtelysvaara (28)
- Tuupovaara (29)
- Eno (40)

## Villages de Joensuu
- Hoilola
- Kovero
- Luutalahti
- Mannervaara
- Meriinaho
- Ruhovaara
- Saarivaara
- Saaroinen
- Öllölä

## Conurbations
Ces conurbations sint d'anciennes municipalités qui font maintenant partie de quartiers de Joensuu.
- Hammaslahti (30)
- Niittylahti (31)
- Reijola (32)
- Uimaharju (41)
- Ukkola (42)
- Honkavaara (43)
- Louhioja (44)
- Pyhäselkä